# Zastava P25
A Zastava P25, apelidada de Dama Negra, é uma pistola de bolso semiautomática de ação simples, operada por blowback e com câmara para o cartucho .25 ACP. A P25 é fabricada pela Zastava Arms da Sérvia. Possui um mecanismo de segurança de dois estágios, enquanto puxar o cão para a primeira posição bloqueia o gatilho e o cão. A armação da pistola é feita de liga de alumínio e o cano é feito de liga de aço, enquanto os punhos são geralmente feitos de nogueira ou materiais poliméricos. A P25 destina-se extensivamente ao mercado civil como arma de autodefesa devido à sua capacidade de ocultação, mas é um pouco menos favorável em comparação com as pistolas M57, M88 e CZ 99 devido ao seu pequeno calibre.
Sua produção provavelmente foi descontinuada porque não está mais listada no site Zastava Arms.